# Moll Davis
Moll Davis (1648 Westminster – 1708 Londýn), vlastním jménem Mary Davis, byla anglická herečka a kurtizána, milenka krále Karla II.

## Život
Mary „Moll“ Davis byla populární tanečnice, zpěvačka a herečka. Přesné datum narození není známo, stejně jako její původ. Na základě některých pramenů mohla být nemanželskou dcerou lorda z Berkshire, ale jiní historikové se přiklonili k názoru, že byla dcerou kováře. V roce 1667se seznámila s králem Karlem II. snad v divadle.
Moll Davis byla královou první milenkou, která neměla aristokratický původ. Vévoda z Buckinghamu věděl, že král miluje divadlo stejně jako ženy a potřeboval se zbavit královy milenky a své sestřenice Barbary Palmerové. Našel tedy „přítelkyně“ pro krále v divadle. Krátký vztah s panovníkem měla Jane Robertsová. On se však záhy zamiloval do Molly Davis a oficiálně ji představil dvoru počátkem roku 1668 jako svoji milenku. Přibližně ve stejné době se do města vrátila herečka Nell Gwynová. Obě herečky byly známé jako rivalky již dříve, během účinkování v divadelních společnostech. Moll byla pověstná svým zpěvem a tancem v divadelní společnosti „Duke's Theatre“ a Nell Gwynová v King's Theatre patřila ke známým a talentovaným komediálním herečkám.
Král Karel II. zplodil celkem čtrnáct levobočků. Posledním nemanželským dítětem byla Mary (1673–1726), jejíž matkou byla Moll Davis. Během tohoto období již žila několik let na vrcholu společenského žebříčku. Koncem roku 1680 získala dcera Mary titul Lady Mary Tudor, který byl uznáním královského spojení a lásky k matce Moll. 
Časem vztah Moll a krále ochladl a její místo u dvora nahradila Nell Gwynová. Moll Davis získala roční rentu tisíc liber a přestěhovala se do městského domu na Suffolk Street. V roce 1676 získala honosnější dům u paláce Whitehall. Svůj nákladný způsob života tedy nemusela měnit a vrátila se k divadlu. V premiéře opery Venuše a Adonis od Johna Blowa v roce 1681 v Oxfordu hrála roli Venuše. Roli Kupida hrála její dcera, tehdy devítiletá.
V prosinci 1686 se Moll Davisová provdala za francouzského muzikanta a skladatele Jacquse Paisiblea (asi 1656–1721). Manželé se připojili k exilovému dvoru Jakuba II. v Saint-Germain-en-Laye, ale v roce 1693 se vrátili do Anglie, kde se Paisible stal skladatelem u prince Jiřího, manžela Anny Stuartovny, dědičky trůnu.

## Galerie

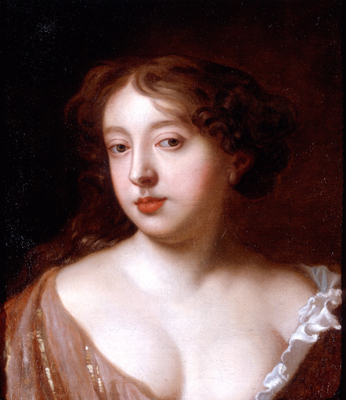
Peter Lely, Moll Davis, kolem 1665
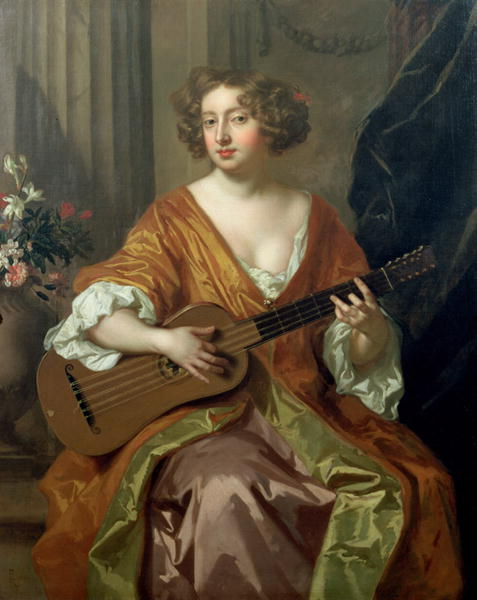
Peter Lely, Moll Davis, kolem 1665
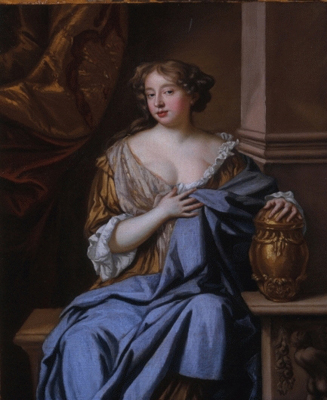
Mary Beale, Moll Davis, 1675